# 假潮
假潮是指於封閉或半封閉水體中出现类似于海水涨潮现象，是由水面的周期性共振所致。

## 起因
假潮是由於風和氣壓的變化導致局部水域產生水體堆積，在重力作用下水域兩端水位交替升降，從而形成駐波。

## 黃河假潮
黃河假潮的指黄河下游利津至河口段出现的一种现象。即在黄河河道主河槽内，河水骤然间出现陡涨，在前无阻挡、后无壅水的情况下，出现类似于海水涨潮现象。假潮多发生在流量为600立方米/秒到1000立方米/秒的平水期，每年的1月至3月及11月至12月发生的機率最高。